# Залив Ольги
Зали́в О́льги (Залив Святой Ольги) — залив Японского моря на юго-востоке Приморского края.

## История

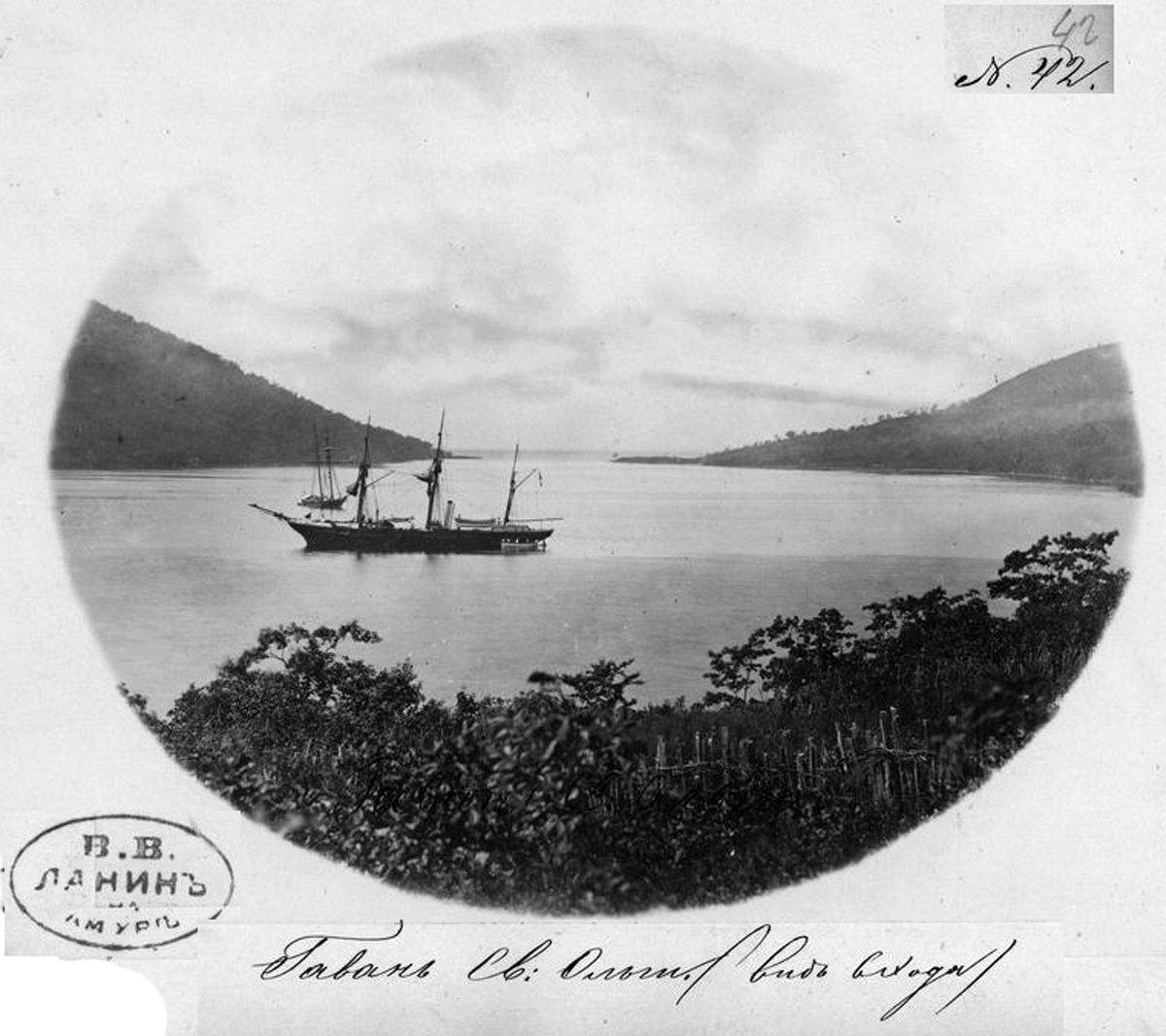
1870 год

Залив открыт и описан в июле 1856 года экипажем трехмачтового 17-пушечного винтового пароходо-фрегата королевского флота Великобритании «Хорнет» (англ. HMS Hornet). Капитан Чарльз Форсайт (англ. Charles Forsyth) дал заливу имя Порт Майкл Сеймур (англ. Port Michael Seymour) — в честь адмирала сэра Майкла Сеймура, который в тот момент находился на борту корабля.
Вечером 14 (26) июля 1857 года залив с бухтой и двумя речками был обнаружен с российского пароходо-корвета «Америка» под командованием Н. М. Чихачёва.

«Продолжая оный путь к югу, корабль держался весьма близко к берегу, но описывать оный было нельзя по причине беспрерывно находившей густой пасмурности, недозволявшей следить за его изменениями. Погода прояснилась лишь за два часа до захода солнца, к счастью, в то время, когда пароходу надлежало проходить мимо острова, скрывавшего за собой значительное углубление. Этот новый залив, также неозначенный на картах, назвал заливом Святой Ольги…»
— Из письма Е. В. Путятина контр-адмиралу П. В. Казакевичу, военному губернатору края, 1857 год
Залив тогда же и получил своё первое название — Святой Ольги, в честь княгини Киевской Руси Ольги. Бухта в заливе была названа Тихая Пристань. Речка, впадающая в залив, — Аввакумовка, в честь отца Аввакума, а речка, впадающая в бухту, — Ольга. Утром следующего дня отец Аввакум сделал крест, написал на нём даты и имена первооткрывателей залива Ольги, а затем установил его на близлежащей сопке (которая с тех пор называется Крестовой).
В 1858 году на берегу основали военный пост, его первым начальником стал командир транспорта «Байкал» лейтенант Н. К. Дерпер. Промерами, обследованием и описью в зиму с 1858 на 1859 год занимались экипажи транспорта «Байкал» и корвета «Воевода», которые пришли сюда на зимовку. Летом 1859 года отряд из экспедиции полковника К. Ф. Будогосского вышел к берегам залива и положил его на карту.
Промер и подробная топографическая съёмка залива были проведены с 11 по 19 июля 1860 года экспедицией подполковника Корпуса флотских штурманов (КФШ) В. М. Бабкина со шхуны «Восток». В частности, были обследованы гавань Тихая Пристань, мыс Маневского, мыс Низменный, банка Чихачёва — между островом Чихачёва и мысом Шкота. 5 сентября у входа в залив открыта банка Петрова, когда шхуна «Восток» коснулась её килем.
В 1864 году на побережье залива были переселены 237 крестьян с низовьев Амура.
В 1879 году был план переноса главного военного порта на Дальнем Востоке из Владивостока в залив Святой Ольги.
В 1921 году на заливе базировалась морская партизанская флотилия. В годы Великой Отечественной войны и первые послевоенные годы на берегу бухты Ольга размещалось подразделение военно-морской авиации Тихоокеанского флота СССР, вооружённое гидросамолётами МБР-2. Акватория бухты Ольга использовалась как гидропорт. До нашего времени на берегу сохранились два ангара (один частично разрушен) и железобетонные аппарели для выхода гидросамолётов на сушу. Вход в залив охранял каменный ДОТ.

## География и гидрография залива
Длина залива 11 км, ширина около 4 км. Берега возвышенные, покрыты смешанным лесом, являются восточными склонами Сихотэ-Алиня. От акватории Японского моря залив Ольги отделяют мыс Шкота (северный) и мыс Линдена (южный). В залив Ольги впадают две реки — Ольга и Аввакумовка.
Зимой основная часть залива не замерзает. Покрывается льдом только обособленная выступами берега мелководная бухта (гавань Тихая Пристань).
Несмотря на среднюю январскую температуру воздуха около 8,0 °C ниже нуля (что делает бухту самым тёплым местом Приморья зимой), температура воды в заливе зимой составляет +2—+3 °C, благодаря Приморскому течению, а также защите со стороны Сихотэ-Алиня от крайне морозных сибирских антициклонов. Приморское течение, однако, также влияет и на то, что даже в августе температура воды находится на уровне около +16,0 °C, поскольку оно по своей сути холодное и несет воды из Охотского моря через Татарский пролив. До комфортной температуры +20,0 °C прогревается вода только в бухте и вблизи берега на мелководье.
На берегу находится посёлок городского типа Ольга, центр Ольгинского района Приморского края и Ольгинский морской порт.
Перед входом в залив Ольги находится остров Чихачёва, на котором расположен маяк.
В вершине залива на берегу расположены два хорошо заметных створных знака, обозначающих входной фарватер.
Выход маломерных судов из залива Ольги в Японское море запрещён (пограничная служба запрещает пересекать линию мыс Шкота — мыс Линдена).

## Ихтиофауна
Поскольку залив зимой не замерзает и является одним из самых тёплых и защищённых мест Приморья, в его воды проникают и субтропические виды моллюсков. В 2012 году здесь было выявлено 5 субтропических видов: mytilus coruscus, musculista senhousia, macoma contabulata, cryptomia busoensis, laternula marilina).

## Галерея

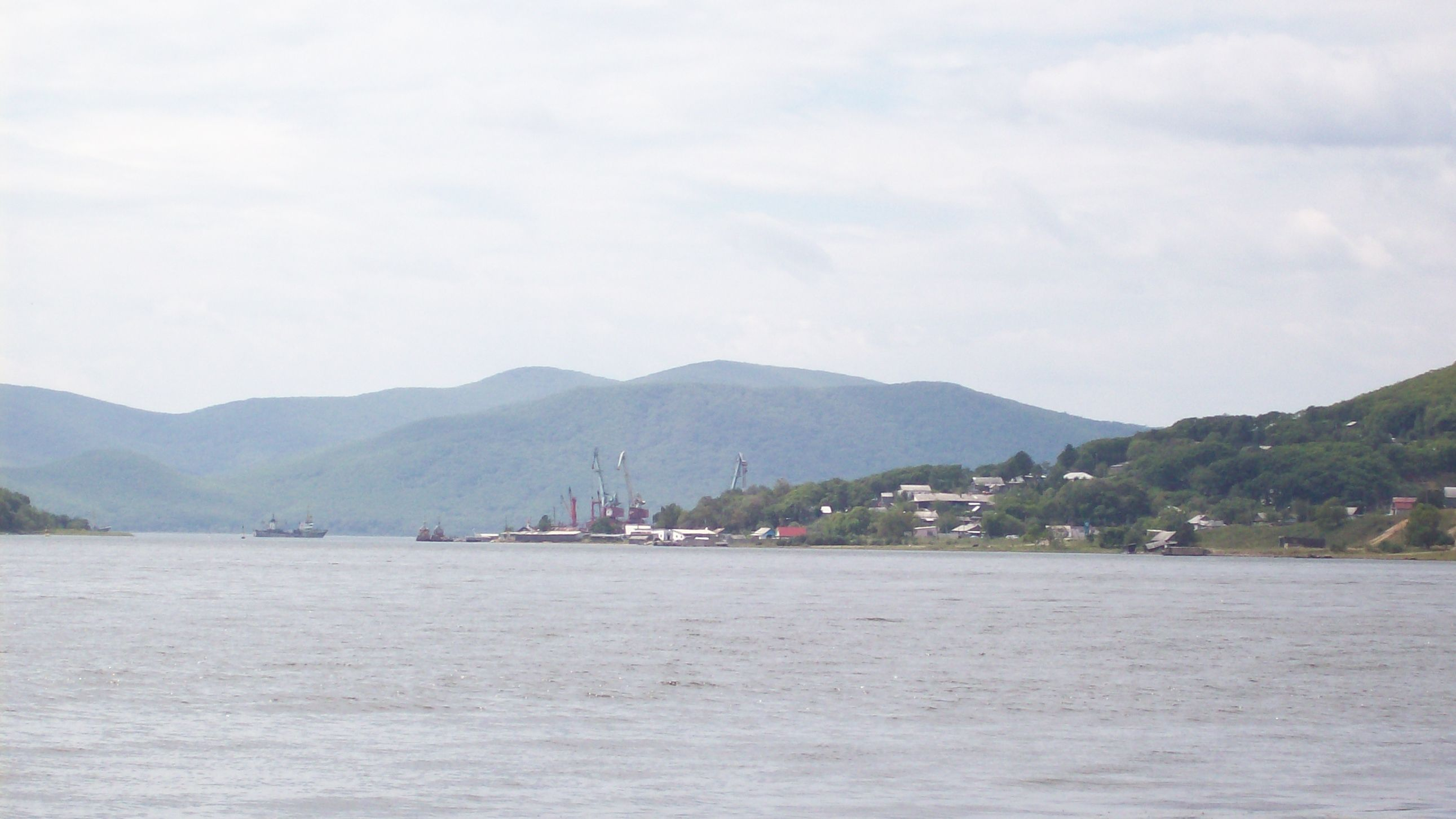
Порт Ольга
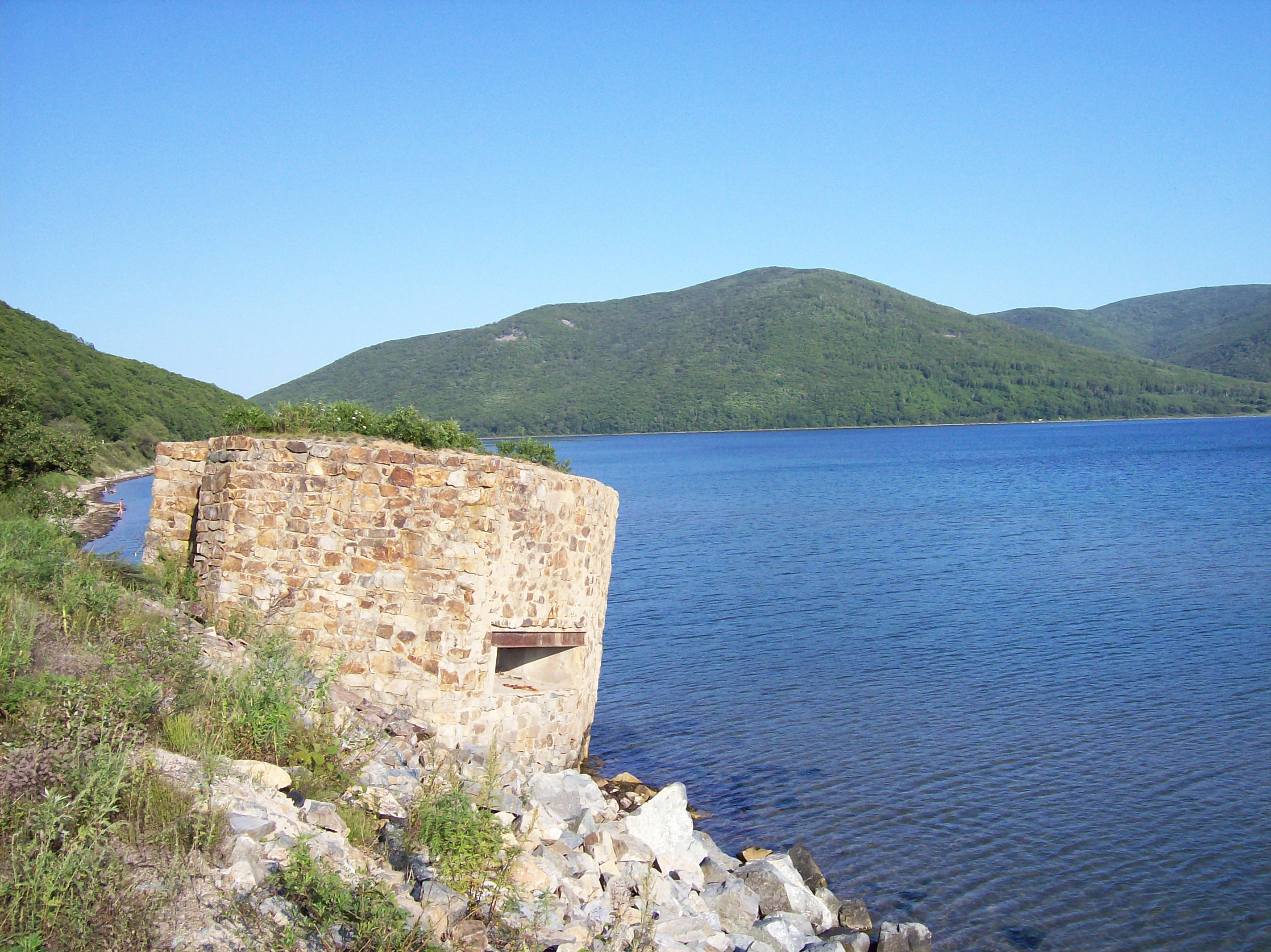
ДОТ на берегу залива Ольги Японского моря
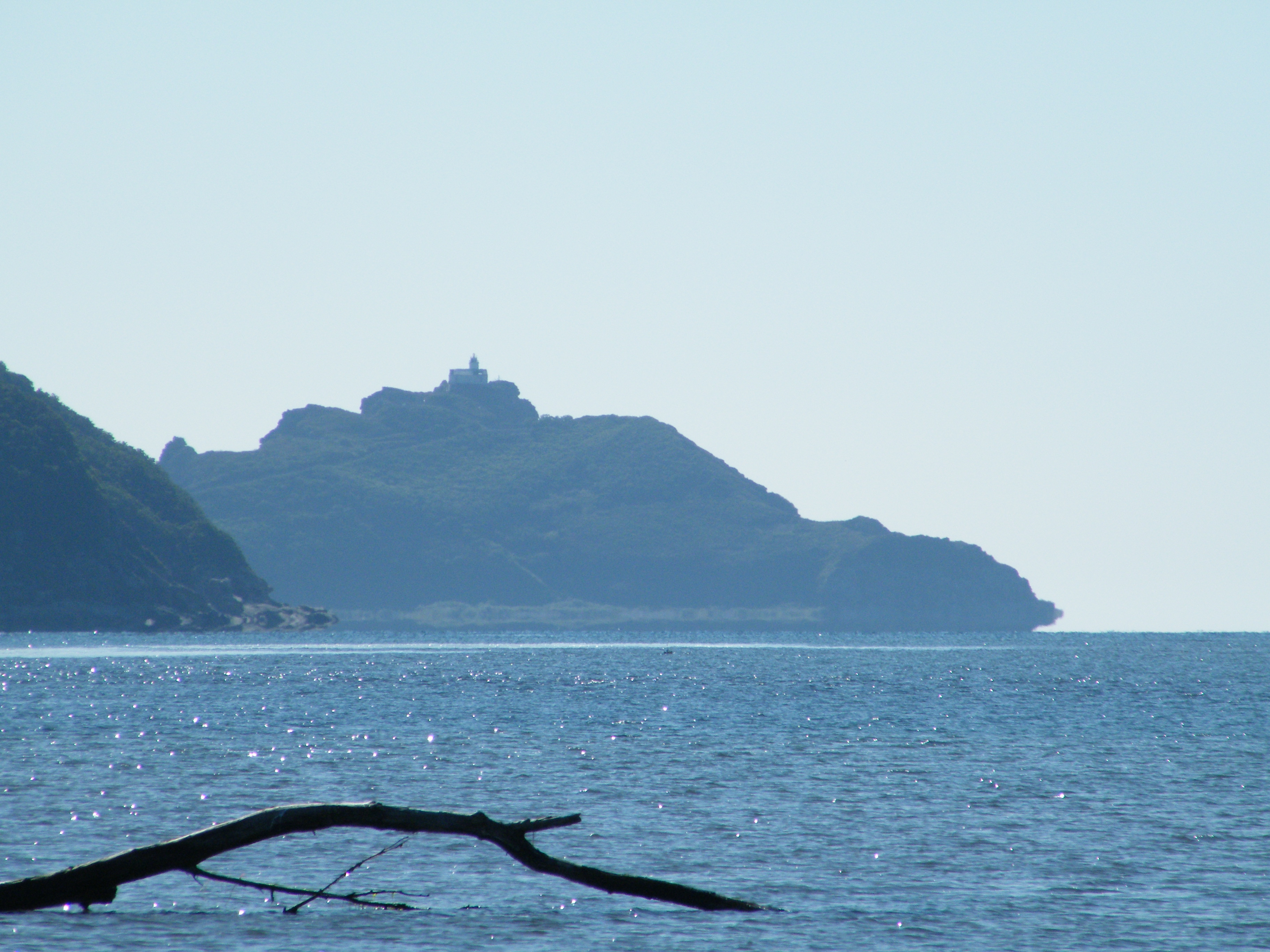
Остров Чихачёва перед входом в залив Ольги
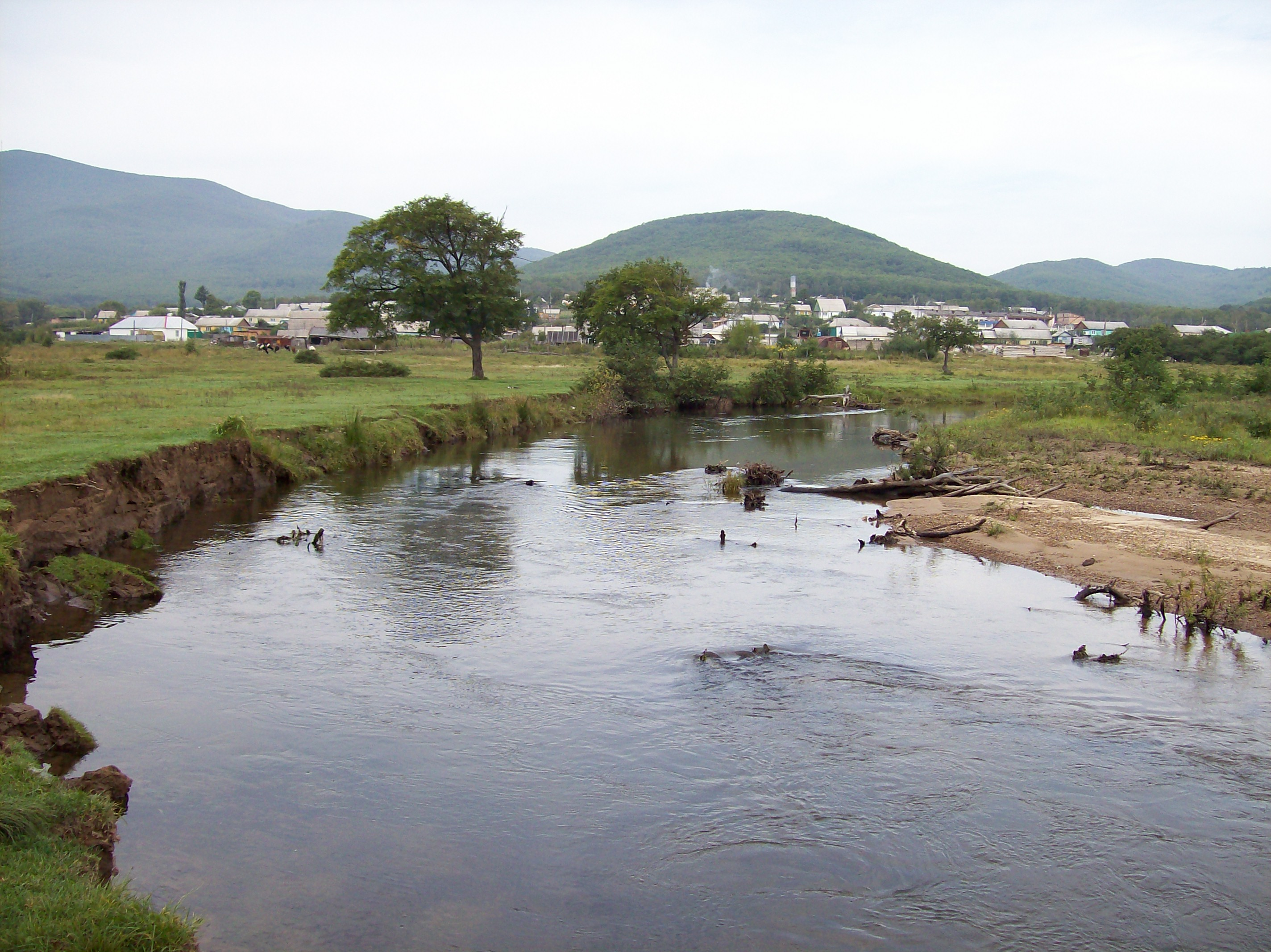
Посёлок Ольга и река Ольга